# Martin Bilham
Martin Bilham (* 3. Dezember 1946) ist ein ehemaliger britischer Sprinter, der sich auf den 400-Meter-Lauf spezialisiert hatte.
Bei den British Commonwealth Games 1970 in Edinburgh erreichte er im Einzelbewerb das Viertelfinale und gewann in der 4-mal-400-Meter-Staffel mit der englischen Mannschaft Bronze. 1971 schied er bei den Leichtathletik-Europameisterschaften 1971 im Vorlauf aus.
1970 wurde er mit seiner persönlichen Bestzeit von 46,65 s englischer Meister.